# Deutsch-guinea-bissauische Beziehungen
Die Staaten Deutschland und Guinea-Bissau unterhalten seit 1975 diplomatische Beziehungen. In Deutschland unterhält Guinea-Bissau in Berlin eine eigene Vertretung, während sich die Bundesrepublik Deutschland in Guinea-Bissau über die Deutsche Botschaft Dakar im benachbarten Senegal vertritt.

## Geschichte
Seit dem 15. Jahrhundert gehörte das heutige Guinea-Bissau zum Portugiesischen Weltreich. Anfang des 20. Jahrhunderts errichteten deutsche Unternehmer dennoch auf der Insel Bubaque eine Palmölfabrik, die später wieder aufgegeben wurde. Die deutsch-südafrikanische Schriftstellerin Stefanie Gercke wurde hier 1941 geboren.
Nach der Nelkenrevolution in Portugal 1974 erfolgte die volle Unabhängigkeit des Staates Guinea-Bissau, die am 12. August 1974 auch von der Bundesrepublik Deutschland anerkannt wurde. Seit 1975 unterhielt das junge Land diplomatische Beziehungen auch zu den beiden deutschen Staaten. Insbesondere zur DDR entwickelten sich danach freundschaftliche Beziehungen. So studierten eine Reihe Guinea-Bissauer in der DDR, darunter einige spätere Minister und der 2012 verstorbene Präsident Malam Bacai Sanhá.
Unter der anhaltend schwierigen wirtschaftlichen und politischen Lage in Guinea-Bissau insbesondere seit der Auflösung des Ostblocks Anfang der 1990er Jahre leiden auch die diplomatischen Beziehungen des Landes. So wurde mit dem Bürgerkrieg in Guinea-Bissau nach dem Putschversuch 1998 auch die deutsche Entwicklungszusammenarbeit in Guinea-Bissau ausgesetzt, die bisher nicht wieder aufgenommen wurde (Stand Ende 2016). Nach dem Militärputsch im April 2012 wurden von deutscher Seite zudem die diplomatischen Beziehungen ausgesetzt, bis sie 2014 wiederaufgenommen wurden.
Im Jahr 2001 gründete sich aus dem Freundeskreis rund um den guinea-bissuaischen Musiker und Sportler Carlos Robalo in Köln die Freundschaftsgesellschaft Deutsch-Guineische Gesellschaft e. V., deren wichtigstes Projekt seither die Initiative „Eine Schule für Bissau“ ist. Die ab 2004 errichtete Schule Escola da Boa Esperança in Ilondé ist inzwischen zu einem Schulkomplex mit Grundschule (Klassen 1 bis 6) und weiterführender Schule (Klasse 7 bis 9) geworden, und die ersten Absolventen sind inzwischen Hochschulstudenten.
Die Bundesrepublik Deutschland ist in Guinea-Bissau seither nur bei Initiativen zur politischen Stabilisierung und Wirtschaftsreformen engagiert, in gemeinsamen Projekten mit Institutionen der EU, internationalen Organisationen und bilateralen Partnern.
Am 14. März 2018 wurde der deutsche Staatsbürger Olaf Baungarten in Guinea-Bissau von der dortigen Kriminalpolizei festgenommen. Er hielt sich für eine Nichtregierungsorganisation im Land auf und hatte Gelder in Höhe von 90.000 Euro unterschlagen, die für die Anschaffung eines Dialysegerätes für das erste Dialysezentrum des Landes in der Hauptstadt Bissau bestimmt waren. Der Vorfall erregte die Aufmerksamkeit guinea-bissauischer und portugiesischer Medien.

## Sport
Die deutsche Fußballnationalmannschaft und die guinea-bissauische Nationalelf sind bisher noch nicht aufeinander getroffen (Stand 2017).
Der guinea-bissauische Fußballspieler Almami Moreira spielte 2004/2005 für den Hamburger SV.

## Kultur und Tourismus
In den 1990er Jahren lebte und studierte der guinea-bissauische Sänger Américo Gomes acht Jahre lang in Deutschland.
Touristisch ist Guinea-Bissau überwiegend nur wenig erschlossen, bietet aber bereits eine Reihe Hotels und Ferienanlagen, insbesondere auf dem Bissagos-Archipel. Bei deutschen Urlaubern gilt Guinea-Bissau als unverfälschtes exotisches Reiseziel vor allem für Naturinteressierte.